# Borneacanthus mesargyreus
Borneacanthus mesargyreus är en akantusväxtart som först beskrevs av H. Hallier, och fick sitt nu gällande namn av Cornelis Eliza Bertus Bremekamp. Borneacanthus mesargyreus ingår i släktet Borneacanthus och familjen akantusväxter. Inga underarter finns listade i Catalogue of Life.